# Евреи в Сербии

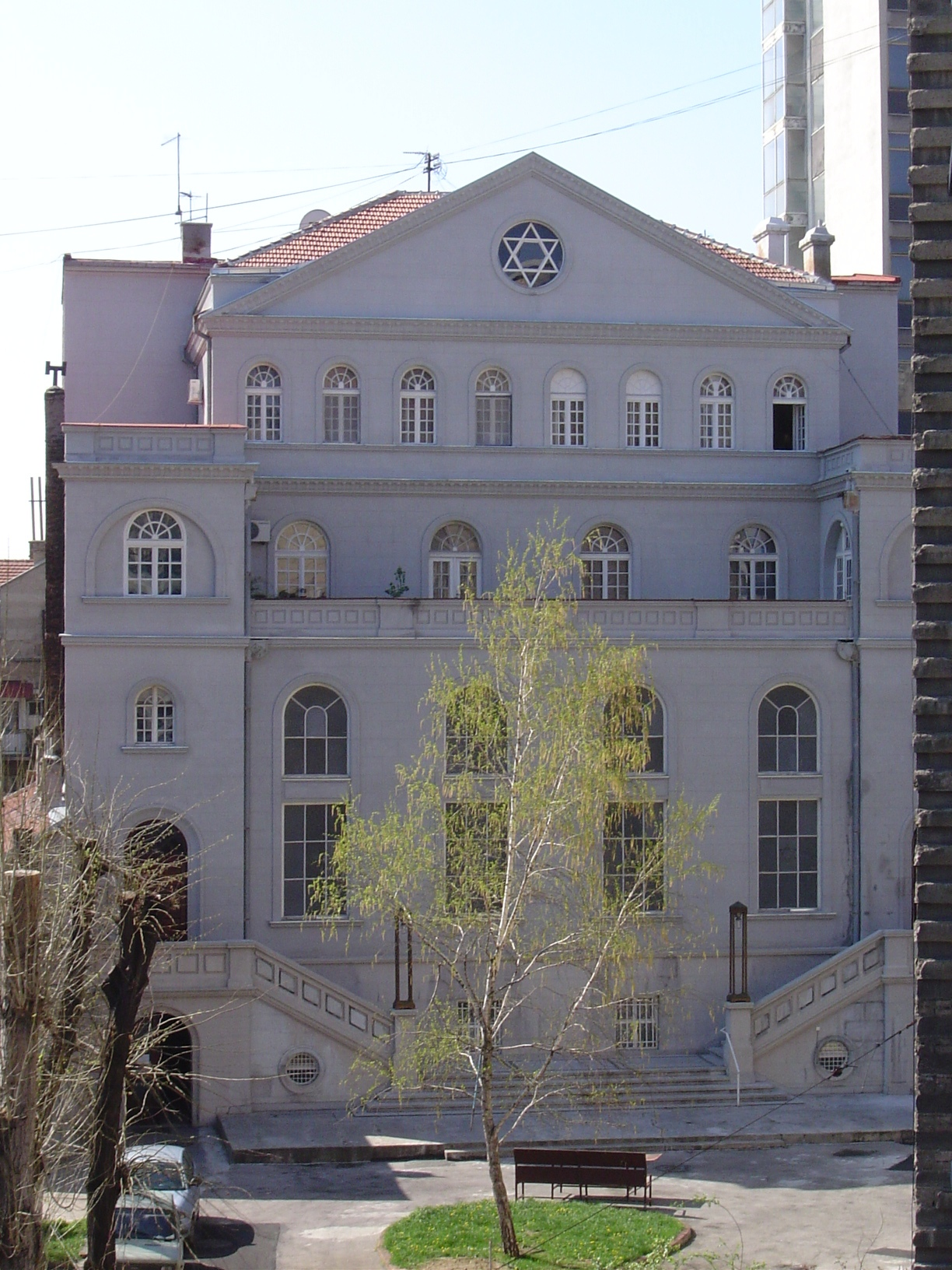
Белградская синагога

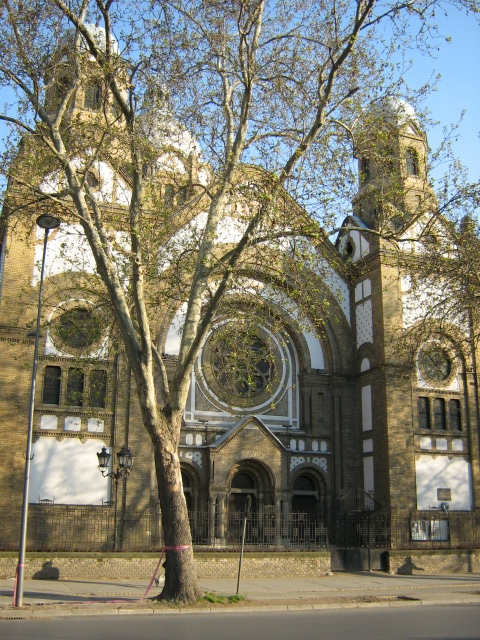
Синагога Нови-Сада

Евреи в Сербии - первые упоминания о еврейских общинах в Белграде относятся к XIII веку: речь идёт как об ашкеназских, так и о сефардских общинах. Первые евреи, осевшие в городе, прибыли из Италии и Дубровника, а позже из Венгрии и Испании.
Еврейские общины на Балканах значительно увеличились в XV и XVI веках благодаря беженцам из Испании и Португалии. Султан Османской империи Баязид II с радостью принимал евреев в своей империи. Евреи занялись торговлей между различными провинциями Османской империи, став важной частью торговли солью.
В северной провинции Воеводина, которая была под австрийским правлением, евреи осели в XVIII веке, особенно после Эдикта о терпимости в 1782 году императора Иосифа II, который даровал евреям религиозную свободу.
Еврейская община значительно развивалась до и после Первой мировой войны в соответствии с религиозной автономией, которую она получила. Так, были основаны многие еврейские образовательные центры и синагоги как для ашкеназов, так и для сефардов. К 1939 году в Белграде проживали примерно 10 400 евреев.
Большинство евреев, живших в Сербии, были убиты во время Холокоста. Во время войны многие евреи получили убежище у югославских партизан, возглавляемых Иосипом Брозом Тито, многие из них сражались вместе с партизанами. Гражданское население Сербии занималось спасением тысяч югославских евреев в этот период. После войны многие выжившие постепенно эмигрировали в Израиль.
Согласно переписи 2011 года в Сербии зарегистрировано 578 евреев, живущих главным образом в Белграде и Воеводине.